# Weg der Erinnerungen und Kameradschaft

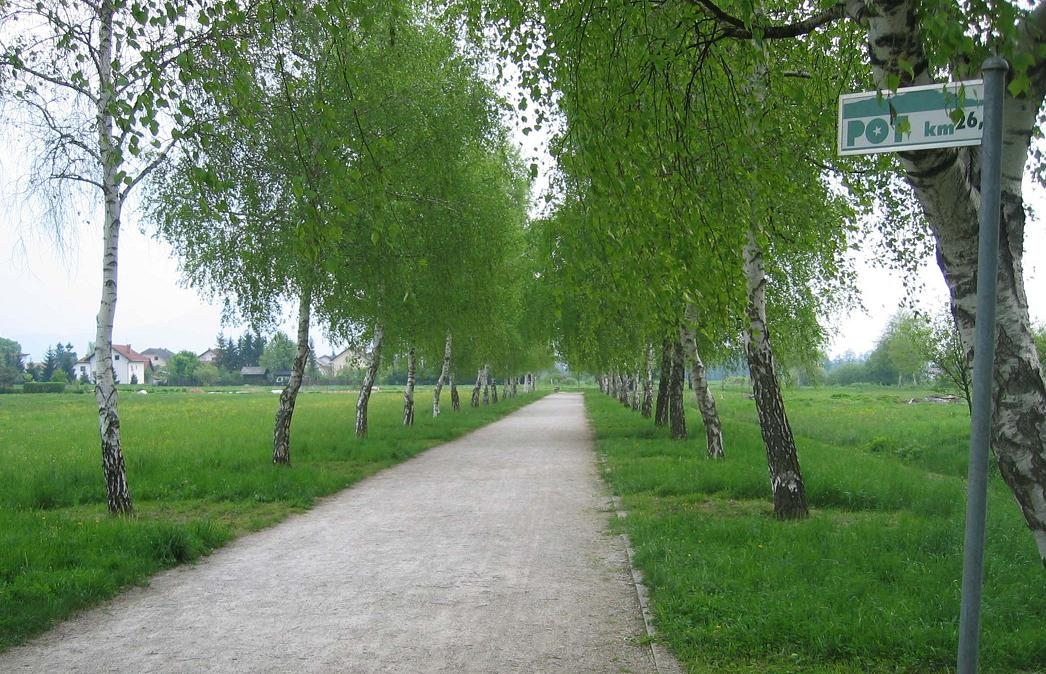
Weg der Erinnerungen und Kameradschaft in Ljubljana-Galjevica

Der Weg der Erinnerungen und Kameradschaft (slowenisch Pot spominov in tovarištva, Akronym PST), auch bekannt als der Weg entlang des Drahtes (Pot ob žici), ist eine 32,5 km lange Route rund um Ljubljana, die Hauptstadt Sloweniens. Er wurde entlang der Route des Stacheldrahts gebaut, der die Stadt während des Zweiten Weltkriegs (zwischen dem 23. Februar 1942 und dem 26. Mai 1945) umgab.
Die Strecke ist ein beliebtes Ausflugsziel.

## Streckenverlauf

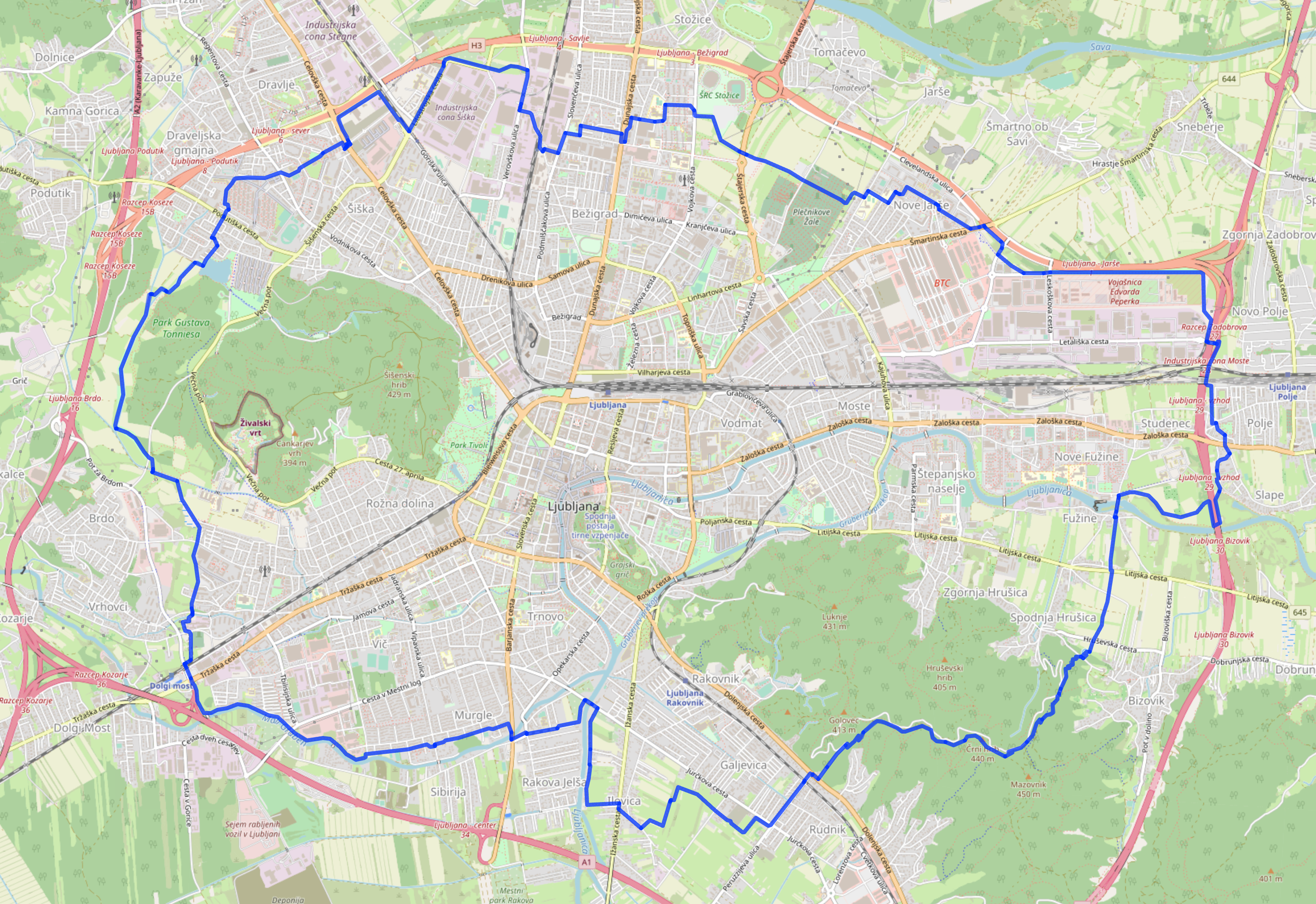
Der Weg der Erinnerungen und Kameradschaft rund um Ljubljana

Die Route führt durch die Stadtteile, die das Zentrum von Ljubljana umgeben. Der Beginn der Reise bleibt der individuellen Entscheidung überlassen. Wenn man am Kontrollpunkt Nr. 1 (Triester Straße /Dolgi most im Stadtbezirk Vič) beginnt und die Stadt im Uhrzeigersinn umrundet, führt die Route zuerst um den Rožnik-Hügel herum, durch Koseze, Šiška, Bežigrad, durch den Friedhof Žale, zwischen Wohnblöcken hindurch in Novi Jarše entlang der Umgehungsstraße bis zur Autobahnbrücke über die Ljubljanica in Polje, über den Golovec-Hügel bis zum Laibacher Moor in Rudnik, von wo man über die Stadtgebiete Galjevica und Ilovica in Murgle den Mali-Graben erreicht und diesem bis zum Ausgangspunkt an der Triester Straße in Vič folgt.

## Geschichte

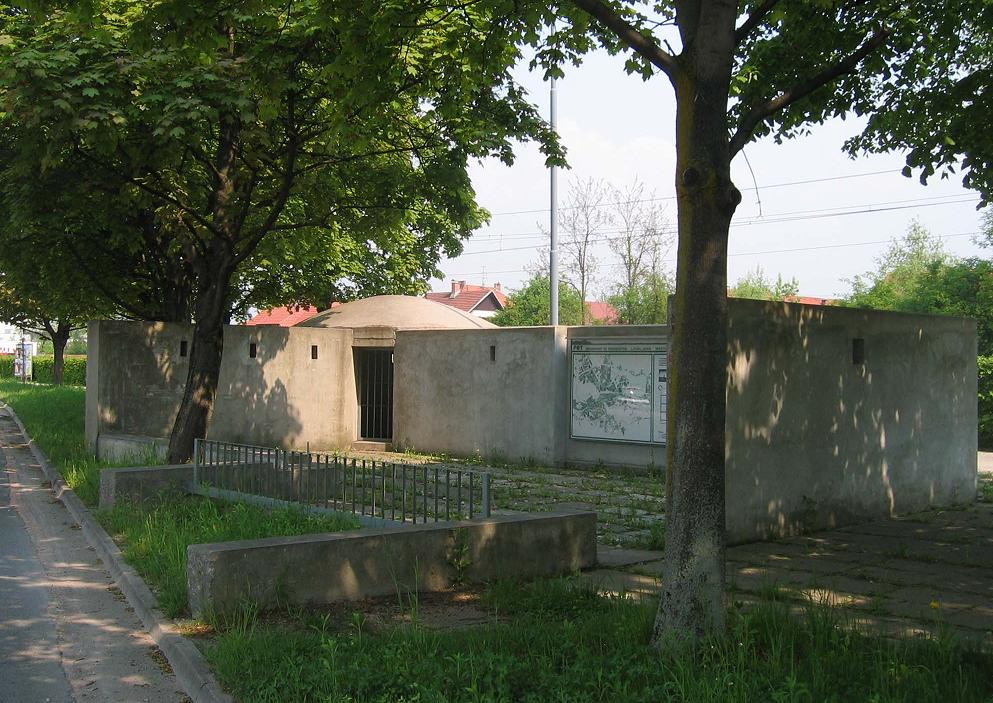
Bunkerreste am Weg in Šiška

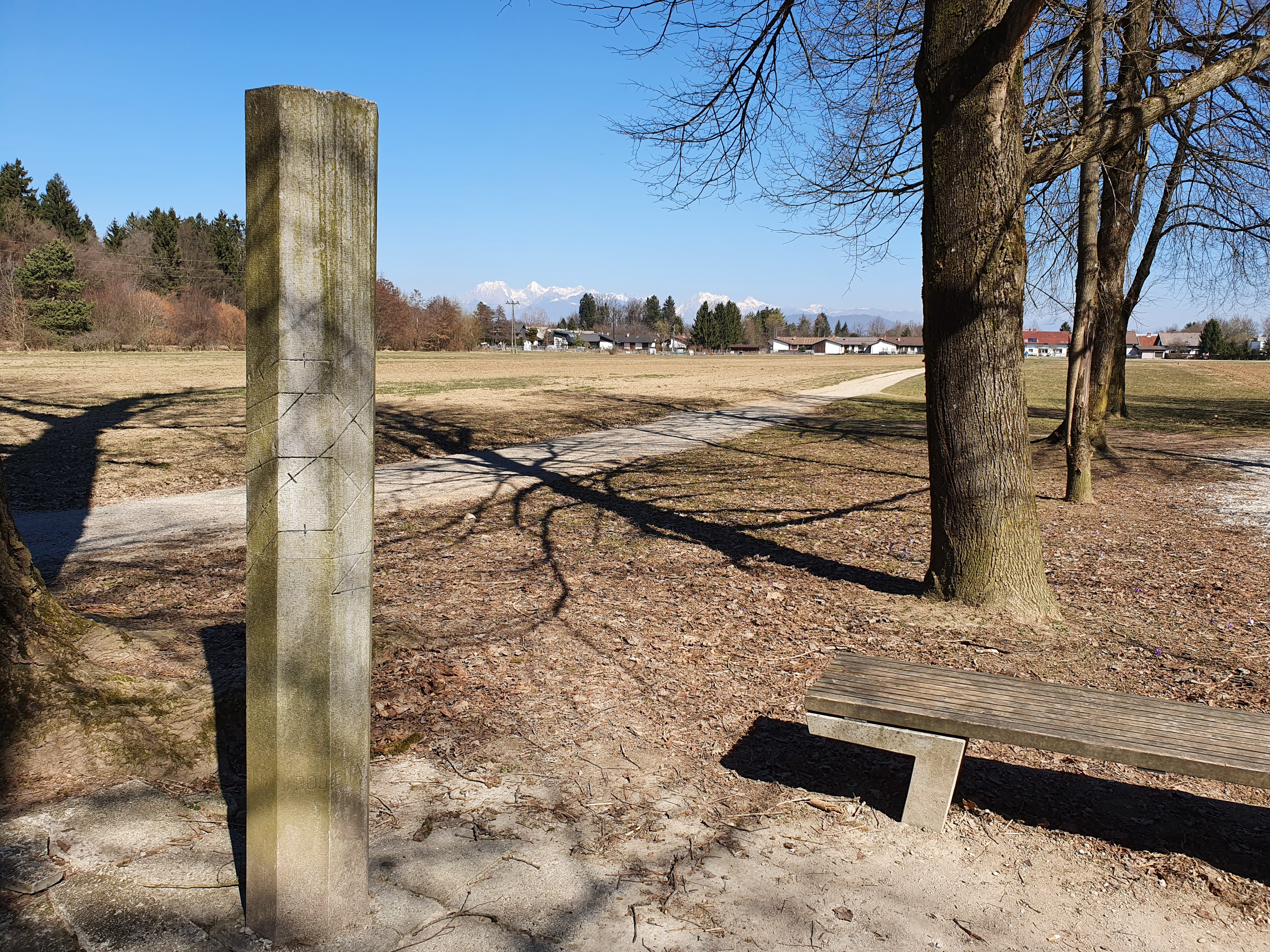
Gedenkpfahl am PST in Šiška

Während des Zweiten Weltkriegs wurde die vom faschistischen Italien annektierte Provinz Ljubljana nach dem Aufkommen des Widerstands brutaler Repression ausgesetzt und die italienischen Streitkräfte errichteten einen Stacheldrahtzaun – dessen Verlauf heute der Weg der Erinnerungen und Kameradschaft ist – um die Kommunikation zwischen den Untergrundaktivisten in der Stadt in Ljubljana und den slowenischen Partisanen im Umland zu verhindern.
Die ersten Anlagen und Markierungen der Route wurden bereits 1959 vorgenommen, als erste Denkmäler errichtet wurden. 1972 begannen die Planungen für die gesamte Anlage mit Baumalleen. Der Bau des Weges begann 1974 und wurde 1985 abgeschlossen. Er ist durch Wegweiser, Informationstafeln mit Streckenplan, Tafeln und Metallmarkierungen sowie Wegweisern an den Abzweigungen gekennzeichnet. An den ehemaligen Positionen der Bunker wurden 102 achteckige Gedenksteine aufgestellt, die vom Architekten Vlasto Kopač entworfen wurden. Entlang der angrenzenden Grünfläche wurden 7.400 Bäume in 49 Baumarten gepflanzt.
Seit 1957 findet jedes Jahr am Wochenende, das dem 9. Mai am nächsten liegt, der traditionelle Marsch entlang des Drahtes (Pohod ob Žici) statt, um die Befreiung Ljubljanas am 9. Mai 1945 zu feiern. Diese Veranstaltung ist Nationales Kulturgut von Slowenien.